# 에지치오 박물관

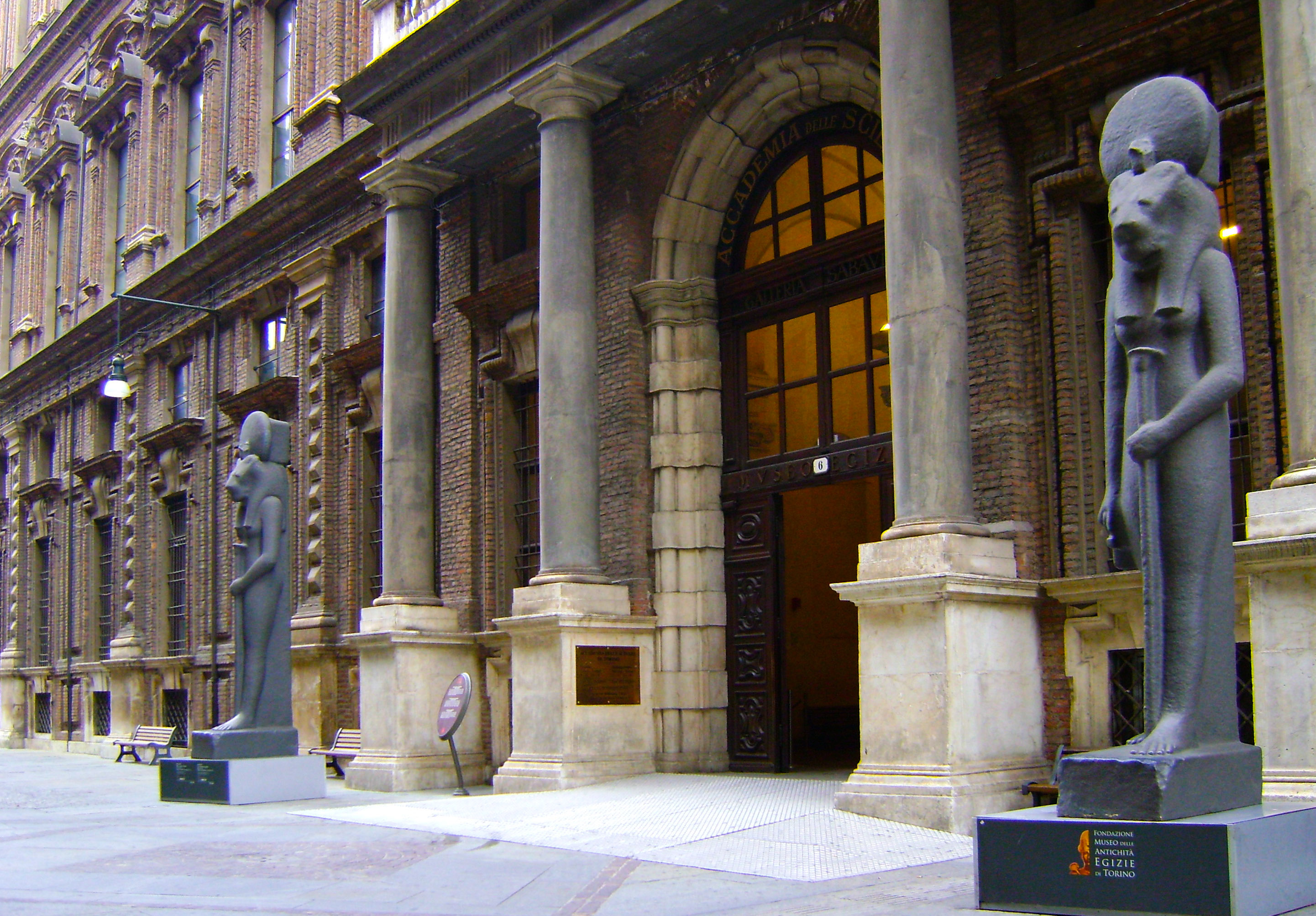
입구

에지치오 박물관(이탈리아어: Museo Egizio, 이탈리아어 발음: [muˈzɛːo eˈd͡ʒit͡sjo]) 또는 이집트 박물관(Egyptian Museum)은 이탈리아 토리노에 있는 고고학 박물관으로 이집트 고고학 및 인류학을 전문으로 한다. 이곳은 30,000개 이상의 유물을 보유한 가장 큰 이집트 고대 유물 컬렉션 중 하나를 소장하고 있으며, 카이로 이집트 박물관 다음으로 세계에서 두 번째로 중요한 이집트학 컬렉션으로 간주된다. 2019년에는 853,320명의 방문객이 방문하여 이탈리아에서 가장 많이 방문한 박물관 중 하나가 되었다.

## 같이 보기
- 이집트 박물관
- 대이집트 박물관
- 가장 큰 미술관 목록